# St. Johannes (Sickershausen)

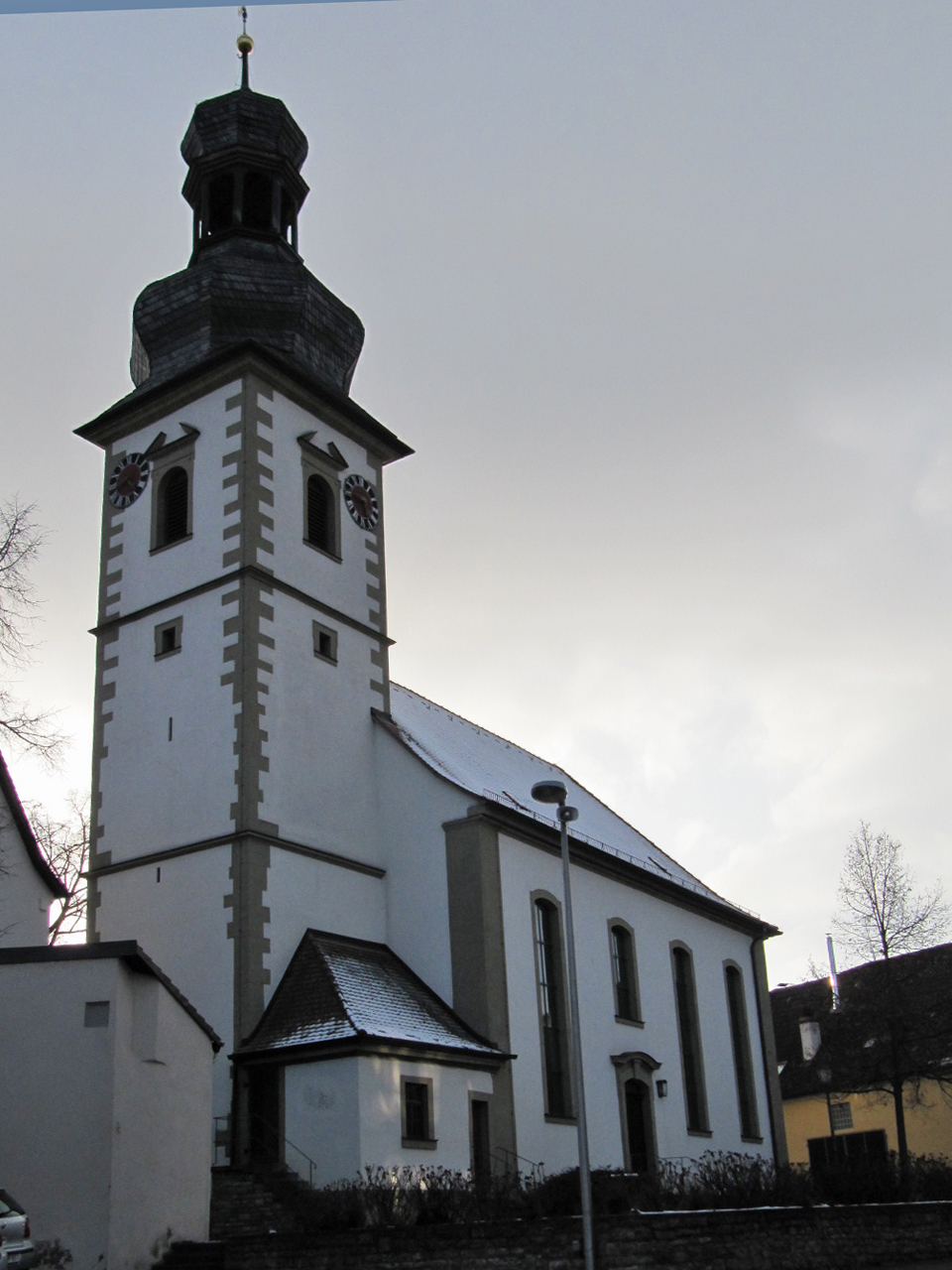
Johanneskirche im Ortsteil Sickershausen

Die Pfarrkirche St. Johannes (auch St. Johannis) im unterfränkischen Sickershausen im Landkreis Kitzingen ist das evangelisch-lutherische Gotteshaus des Kitzinger Ortsteils. Die Kirche steht inmitten des Dorfes am Kirchplatz und gehört zum Evangelisch-Lutherischen Dekanat Kitzingen. Die Kirche wurde von 1747 bis 1748 vom Ansbacher Baumeister Johann David Steingruber neu errichtet.

## Geschichte

### Die gotische Kirche
Die Geschichte der Kirche ist eng mit der des Dorfes verbunden. Bereits um 1300 wurde die erste Kirche erbaut. Teile dieses ältesten Gotteshauses befinden sich im Fundament des Chorturmes. Die Kirchweihe war am Johannestag. Während des Mittelalters hatte Sickershausen wechselnde Grundherren, die das kirchliche Leben auf unterschiedliche Art und Weise prägten. 1448 kamen die Markgrafen von Brandenburg-Ansbach in den Besitz des Dorfes.
Die Markgrafen förderten das Grenzdorf zum Hochstift Würzburg als nördlichstes der sogenannten sechs ansbachischen Maindörfer besonders. Markgraf Georg führte im Jahr 1528 die Reformation ein. Damit war Sickershausen einer der ersten Orte in Unterfranken, die einen lutherischen Prediger hatten. Erster lutherischer Pfarrer war Wolfgang Mannlius. Die ältesten Ausstattungsgegenstände der Kirche stammen aus dem 15. und 16. Jahrhundert.
Während des Dreißigjährigen Krieges wurde die Kirche von kaiserlichen und französischen Truppen stark in Mitleidenschaft gezogen und anschließend nur provisorisch renoviert. 1707 wurde der Turm ausgebessert. Nach 1732 zogen viele Salzburger Exulanten nach Sickershausen. Vermehrt besuchten auch Kitzinger Bürger den lutherischen Gottesdienst. Die kleine gotische Kirche war bald zu klein geworden und die Verantwortlichen planten, einen Neubau zu errichten.

### Steingrubers Neubau
Am 28. Januar 1739 nahm der Ansbacher Baumeister Johann David Steingruber bei seinem ersten Besuch in dem unterfränkischen Dorf eine weitere provisorische Renovierung vor. Nach einem zweiten Ortstermin am 12. März 1743 erstellte Steingruber ein Gutachten, in dem er auch die zu erwartenden Kosten festlegte. Das neue Gotteshaus sollte verhältnismäßig günstig für einen Preis von 3232 Gulden und 311 Kreuzer errichtet werden.
Am 15. Februar 1747 wurde der Grundstein der neuen Kirche gelegt. Das Gotteshaus war als typische Markgrafenkirche entworfen worden. Die Mehrzahl der Bauarbeiter rekrutierte sich aus der Bevölkerung von Sickershausen, während die Fachleute von außerhalb herangezogen wurden. Das alte Gotteshaus wurde vollständig abgetragen und die Grundfläche auf etwa 150 m2 verdoppelt.
Innen wurden zunächst helle und dunkle Bodenplatten verlegt. Steingruber übertrug zeitweise die Arbeiten regionalen Handwerksmeistern. Ein Zimmermann veränderte eigenmächtig die Ausmaße der Galerien, was schnell korrigiert werden konnte. Bereits bei der Planung war eine Sitzordnung vorgesehen, die erst in der zweiten Hälfte des 20. Jahrhunderts aufgegeben wurde. Am 6. Oktober 1748 weihte Pfarrer Mercklein die neue Kirche.
Es folgten weitere Renovierungen. Im Jahr 1892 erfuhr der Innenraum eine Umgestaltung im neugotischen Stil. Bei einer umfassenden Erneuerung zwischen 1956 und 1960 wurde der Kanzelaltar entfernt, ebenso verschwanden die doppelstöckigen Emporen und die Herrenstände links und rechts des Altars. Im Jahr 1999 und 2001 wurde die Kirche wiederum renoviert. Das Bayerische Landesamt für Denkmalpflege ordnet die Kirche als Baudenkmal ein.

## Architektur

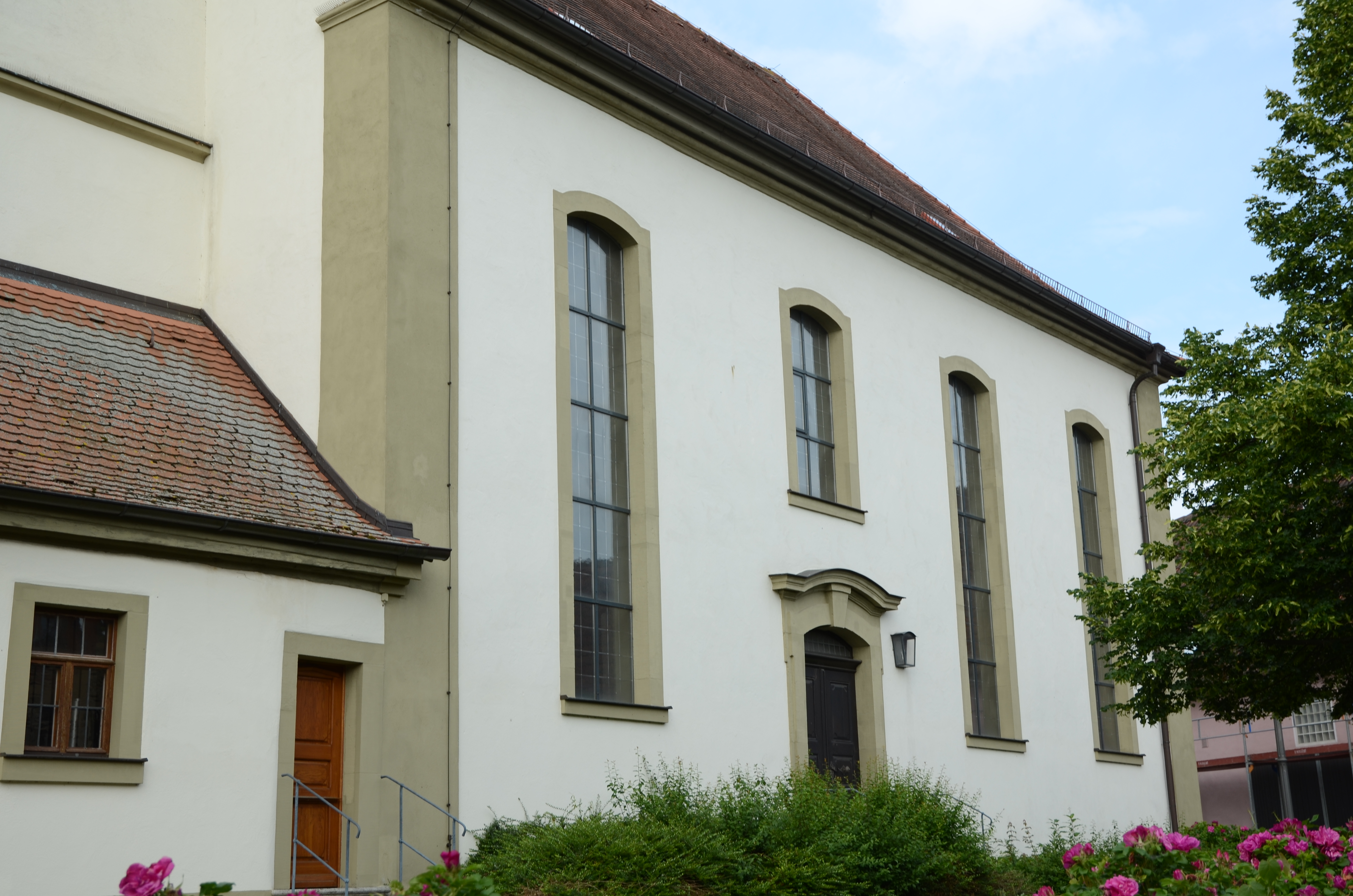
Langhaus von Johann David Steingruber

Der Saalbau ist geostet und mit einem gotischen Chorturm ausgestattet. Der dreigeschossige Turm ist 36 m hoch und überragt das Langhaus um 18 m. Seine Fundamente stammen aus der Frühgotik. Er hat Trennungsgesimse und belichtet den Chor mit einem schmalen, gotischen Spitzbogenfenster. Der Chorraum ist mit einem Kreuzrippengewölbe ausgestattet.
Das Langhaus schließt sich westlich an den Chorturm an. Es stammt in seiner heutigen Form aus dem 18. Jahrhundert. Damals wurde die Größe des Kirchenschiffs nahezu verdoppelt. Die Kirche entstand als Markgrafenkirche mit vier Achsen, lediglich auf den Bau eines Westturms verzichtete der Baumeister Johann David Steingruber. Die Kirche ähnelt der ebenfalls von Steingruber entworfenen Nikolaus- und Theobaldkirche im mittelfränkischen Altentrüdingen.
Auf der Westseite bildet ein Portal den Haupteingang zum Gotteshaus. Steingruber brachte am Eingang eine Inschrift aus der Bibel an. Sie lautet: „Gehet zu seinen Thoren ein mit Dancken und zu seinen Vorhöfen mit Loben“. Außerdem ist dort das Datum des Neubaubeginns, der 15. Februar 1747, genannt.

## Ausstattung

### Votivbild

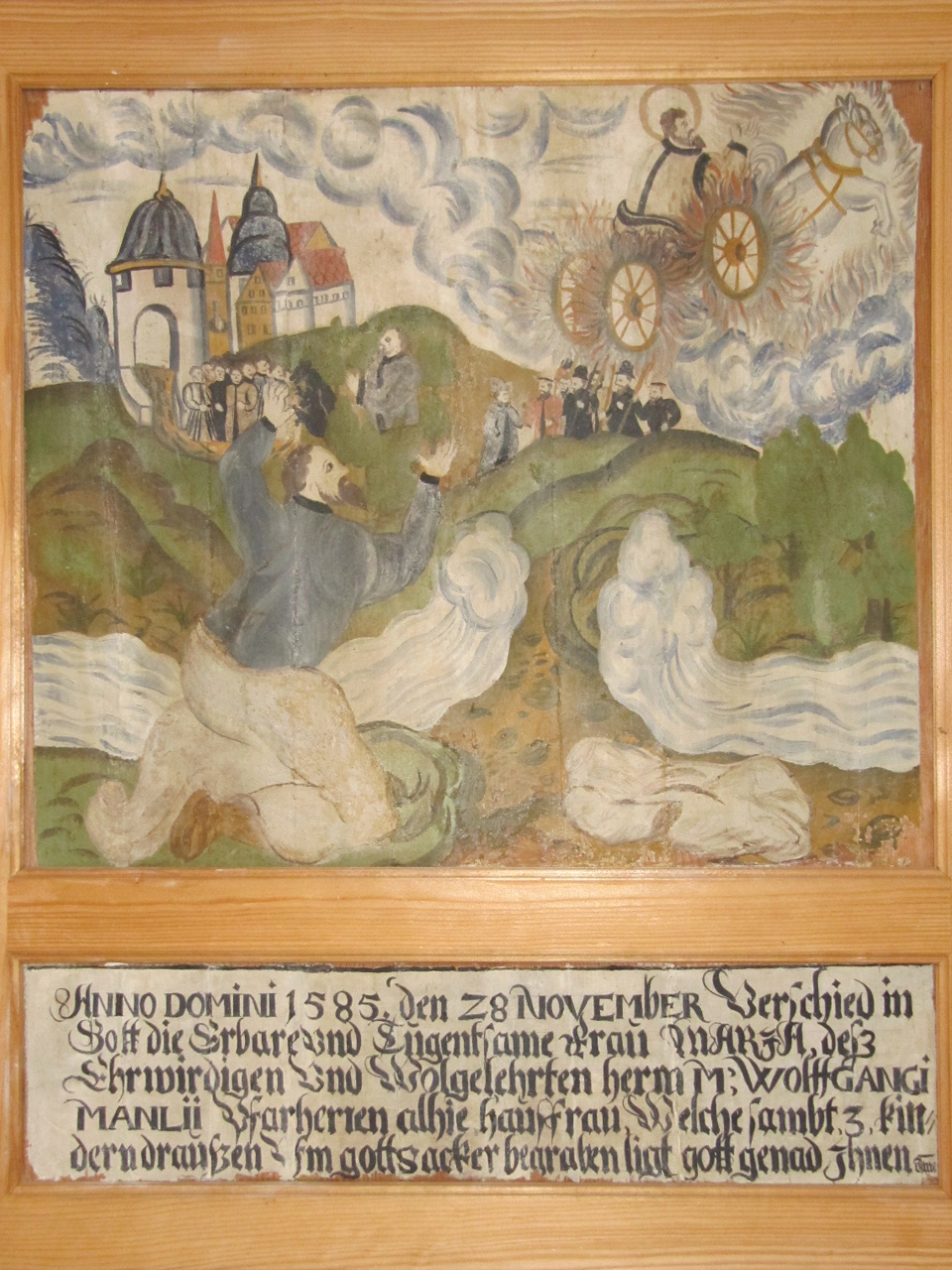
Votivbild an der Westwand der Johanneskirche

Im Jahr 1585 kam ein Votivbild in die Kirche, das heute an der Westwand des Langhauses hängt. Es wurde vom Sickershäuser Pfarrer Wolfgang Mannlius gestiftet und ist seiner verstorbenen Frau und den drei Kindern gewidmet, die in den Jahren vorher gestorben waren. Im Jahr 1747 war das Gedenkbild in den Emporenaufgang verbaut worden. Bei der Renovierung im Jahr 1957 wurde es wieder aufgefunden.
Auf dem Bild ist die Himmelfahrt des Elija dargestellt. Im Mittelpunkt kniet ein Mann vor einer Landschaft mit einer Stadt und einer Schar an Pilgern. Am rechten Bildrand ist der Heilige auf einem Wagen dargestellt. Die Inschrift lautet: „Anno Domini 1585, den 28. November Verschied in Gott die erbare und Tugentsame Trau (sic!) Maria des Ehrwirdigen und Wohlgelehrten Herrn M. Wolffgangi Manlii Pfarrherren alhie Hausfrau Welche samt 3 Kindern im Gottesacker begraben ligt gott genad Ihnen.“

### Glocken
Das Geläut der Johanneskirche besteht aus drei Glocken. Die kleinste kam im Jahr 1928 in die Kirche und wird als Taufglocke verwendet. Ihre Vorgängerin musste zum Einschmelzen im Ersten Weltkrieg 1917 abgegeben werden. Sie stammte aus dem Jahr 1870 und wurde 1881 in Schweinfurt umgegossen. Sie wog etwa 175 Kilogramm, hatte den Grundton „es“ und trug die Inschrift „Gott ist mein Lied“.
Die beiden anderen Glocken kamen erst nach dem Zweiten Weltkrieg in die Kirche. Die ältere ihrer Vorgängerglocken stammte bereits aus dem 14. Jahrhundert, besaß einen Durchmesser von 0,78 Metern, ein Gewicht von 292 Kilogramm und war den Evangelisten geweiht: sie trug deren Namen rückwärts von rechts nach links geschrieben. Eine zweite Glocke des Würzburger Gießers Adam Roth war im Jahr 1729 entstanden. Sie wog 550 Kilogramm und hatte einen Durchmesser von 1,00 Meter. Eine Inschrift wies auf ihre Gießumstände hin: „In diesem Jahr, als ich zersprang, mir wieder gabe meinen Klang die löbl. Sickershauser Gmein, Gott geb das sie fort einig seyn“. Diese beiden Glocken wurden am 30. Dezember 1941 abgenommen, auf einen Glockenfriedhof verbracht und sind seither verschollen.
| Name           | Grundton  | Gussjahr | Durchmesser in Zentimeter | Gewicht in Kilogramm | Inschriften |
| -------------- | --------- | -------- | ------------------------- | -------------------- | --- |
| Friedensglocke | fis1      | 1950     | 103                       | 560                  | „Mich goss Karl Czudnochowski, J. Bachmeier, Nachfolger zu Erding OBB 1950“, „Der Sickershäuser Kirche Gewidmet z. Gedächtnis D. I. Jahre 1729 Gegossene und im Kriegsjahre 1942 Abgenommene Alte Glocke Der Gemeinderat Sickershausen Andreas Dappert, Bürgermeister“, „Seid Fleissig zu halten Die Einigkeit im Geist die Kirchenverwaltung Sickershausen Andreas Luber Pfarrer“ |
| Gnaden-Glocke  | a1        | 1950     | 087                       | 310                  | „Mich goss Karl Czudnochowski J. Bachmaier, Nachfolger zu Erding OBB 1950 — 1950 Beschafft für die 1941 Abgenommene Älteste Glocke C. 14. Jahrhundert V. D. Opferwilligen Gemeinde Sickershausen — Frau Babette Rösch stiftete dazu ein Legat zum Gedächtnis Ihres † Ehemannes Daniel Rösch“, „Ein Feste Burg ist unser Gott“                                                      |
| Taufglocke     | h1 + 3/16 | 1928     | 083                       | ca. 280              | „Mich goss Glockengiesser Ernst Ulrich in Rothenburg o/T 1928“, „Gott zur Ehr — Gustav Schmidt, ehemaliger Pfarrer, Hermann Wagner, Pfarrer Verweser 1928“ |

### Orgel
Die heutige Orgel ist bereits das vierte Instrument in der Kirche. Im Jahr 1684 wurde die erste Orgel angekauft. Sie stammte aus der Johanneskirche in Gutenstetten bei Neustadt an der Aisch und wurde für 35 Thaler erworben. Bereits im Jahr 1687 verkaufte die Gemeinde das Instrument wieder und kaufte ein Jahr später, 1688, eine zweite Orgel. Die dritte Orgel kam 1872 in die Kirche. Sie wurde von der Firma Ratzmann aus Ohrdruf geschaffen und oberhalb des Kanzelaltars aufgestellt.
Zu Beginn des Jahres 1921 wurde sie abgebaut und im April 1921 für 45.000 Reichsmark die heute noch vorhandene Orgel angeschafft. Sie fand ihren Platz auf einer Empore oberhalb des Hauptportals. Das Instrument wurde von der Oettinger Orgelbaufirma Steinmeyer als Opus No. 1297 gebaut. Im Jahr 1957 erhielt das Instrument einen Elektromotor, wodurch die sogenannten Orgelbuben nicht mehr gebraucht wurden. Im Jahr 1973 wurde die Orgel renoviert. Sie besitzt 13 Register.

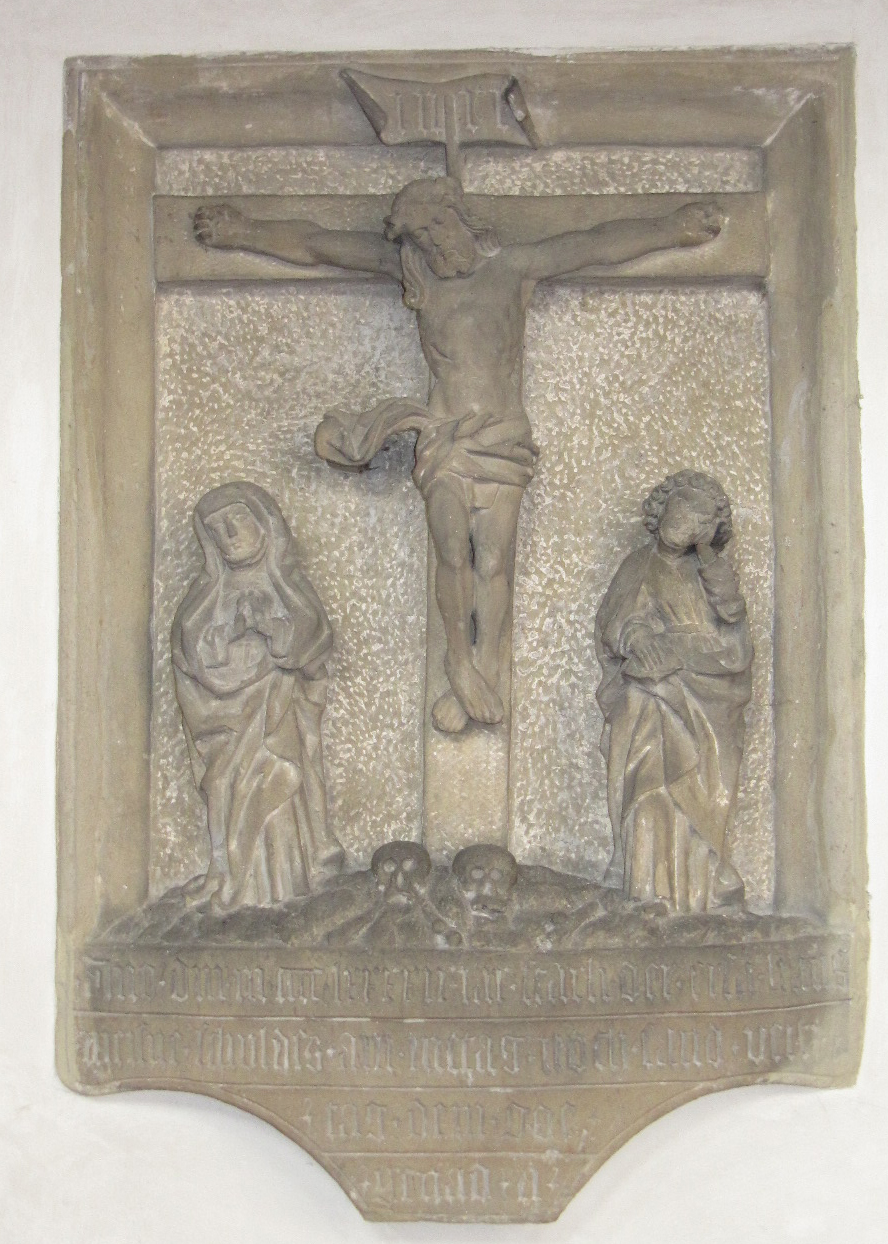
Kreuzigungsrelief im Langhaus

### Weitere Ausstattung
Ältestes Element der Ausstattung ist das in die Langhauswand eingelassene Kreuzigungsrelief von 1492. Ein Kruzifix aus Holz, geschaffen um 1500, ist etwa einen Meter hoch und steht auf der linken Seite vor dem Chor. Aus dem 16. Jahrhundert stammt der achteckige Taufstein aus drei Sandsteinblöcken. Als Stifter sind der Pfarrer Wolfgang Mannlius, der Schultheiß Jakob Arnolt und der Gotteshauspfleger A. Pfister genannt. Eine Inschrift lautet: „WER GLAUBT UND GETAUFET WIRD DER WIRD SELIG WERDEN SAGT CHRISTUS“.
Im 18. Jahrhundert wurde ein Kanzelaltar vor dem Chor aufgestellt. Er trug ein Bild des Abendmahls (ca. 140 × 90 cm), das sich seit dem Jahr 1892 im Pfarrhaus befindet. Das Ölgemälde stammt vom Maler Johann Baptist Piringer. Im Zuge der neugotischen Erneuerung des Innenraums erhielt die Johanneskirche ein neues Altarblatt mit dem Auferstandenen Christus. Im Jahr 1957 wurde der Kanzelaltar dem Mainfränkischen Museum geschenkt. Die Kanzel kam in die Marienkirche in Vorra.

Auf der Empore wurden zwei Öldruckgemälde von Martin Luther (1931) und Philipp Melanchthon (1889) angebracht. Neuere Elemente im Kircheninneren sind die Fresken um den Chorbogen, die im Jahr 1960 die Künstlerin Ruth Kohler schuf. Folgende Bibelmotive sind dargestellt: Die Jünger auf dem See Genezareth, Auferstehung des Lazarus, Das Lamm Gottes, Heilig-Geist-Taube und Verklärung Christi. Ruth Kohler entwarf auch das Chorfenster, das heute anstelle eines Altars die Johanneskirche schmückt. Es zeigt ein Buch, ein Brot und darunter einen Kelch.

## Pfarrer und ihre Amtszeiten
- 1508–? : Adam Scheckel, römisch-katholischer Pfarrer
- 1508–1520: Johann Wul, römisch-katholischer Pfarrer
- 1521–um 1530: Johann Ochsner, römisch-katholischer Pfarrer
- um 1530–1565: Johann Valentin Murrhard (auch Mordhard), erster evangelisch-lutherischer Pfarrer
- 1565–1568: Paulus Bamzinus (auch Banzmer)
- 1569–1578: David Glantz (auch Glürz)
- 1579–1604: M. Wolfgang Mannlius (auch Mannly)
- 1605–1611: Johann Möerlein (auch Mörlein)
- 1611–1634: Johann Hüpsch, während des Dreißigjährigen Krieges nach Kitzingen vertrieben
- 1634–1637: Johannes Ulmer
- 1637–1652: Georg Halbmeyer
- 1653–1659: Johann Friedrich Bronner
- 1659–1711: Johann Sebastian Baumann; auch Kapitelsenior des Kapitels Uffenheim, 1690 von seinem Sohn Johann Ägidius Baumann, Pfarrer in Mönchsondheim vertreten
- 1712–1731: Johann Friedrich Herdel († 1731)
- 1731–1743: Georg Simon Herrnschmid († 1743)
- 1744–1746: Johann Veit Brenner, auch Johann Vitus Brenner
- 1746–1748: Johann Michael Klinger († 22. September 1748)
- 1748–1752: Albert Daniel Mercklein († 1752)
- 1753–1759: Johann Daniel Schmeißer  († 1759)
- 1759–1768: Johann Martin Braun, zuvor Pfarrer in Hohenfeld, Kapitelsenior
- 1769–1812: Johann Georg Friedrich Braun (um 1731–1812), Sohn des Johann Martin Braun, Mitglied der fränkisch-gelehrten Gesellschaft, als Minister am Ansbacher Hof
- 1814–1835: Georg Daniel Schmidt (auch Schmiet, † 1835)
- 1837–1847: Johann Friedrich Drechsel
- 1847: N. Reinhardt, Pfarrverweser
- 1847–1860: Johann Pankratius Scherer
- 1861–1864: Eduard Aberel
- 1864–1870: Julius Westermayer (auch Wertermeyer)
- 1871–1892: Georg Heinrich Wilhelm Wucherer
- 1892–1893: N. Schattenmann, Pfarrverweser
- 1893–1901: Heinrich Adolf Käßler
- 1901–1914: Johann Christoph Ernst
- 1915–1927: Gustav Schmidt
- 1927–1928: Hermann Wagner
- 1928–1936: Heinrich Rohm
- 1936: N. Bauchhenß
- 1937: Walter Brenner
- 1937–1942: Werner Brockmann, vermisst 1943 bei Stalingrad
- 1942–1949: Wechselnde Vertreter →Hans Kneule, N. Lenkitsch, N. Elzholz
- 1949–1955: Andreas Luber
- 1955–1974: Martin Eras († 1991 in Sickershausen)
- 1974–1984: Lothar Georg Kampe
- 1984–1986: Rudolf Brendel († 1986 in Naila-Issiggau)
- 1987–1993: Hans Peter Schäfer
- 1994–2015: Nicola Küppers-Jurkat, 
gemeinsam mit ihrem Mann Johannes Jurkat
- 1994–2015: Johannes Jurkat, 
gemeinsam mit seiner Frau Nicola Küppers-Jurkat[17]
- seit 2015: Simon Gahr[18]